# الرياضيون الأولمبيون المستقلون في دورة الألعاب الآسيوية الشتوية 2017
تنافس الرياضيون الأولمبيون المستقلون في دورة الألعاب الآسيوية الشتوية 2017 في سابورو وأوبيهيرو باليابان من 19 إلى 26 فبراير ومن المقرر أن يتنافس الفريق في رياضة واحدة: هوكي الجليد، ويتكون من 23 رياضيًا.

## خلفية
عُلقت عضوية اللجنة الأولمبية الكويتية في أكتوبر 2015 بسبب التدخل السياسي. لذلك، من المقرر أن تتنافس الكويت تحت العلم الأولمبي كرياضيين أولمبيين مستقلين.

## المنافسون
يوضح الجدول التالي الوفد حسب الرياضة والجنس.
| رياضة       | الرجال | نحيف | المجموع |
| ----------- | ------ | ---- | ------- |
| هوكي الجليد | 23     | 0    | 23      |
| المجموع     | 23     | 0    | 23      |

## هوكي الجليد
من المقرر أن يتنافس الرياضيون الأولمبيون المستقلون في القسم الثاني من بطولة الرجال. واحتل الرياضيون الأولمبيون المستقلون المركز السادس (المركز السادس عشر بشكل عام) في القسم الثاني من المنافسة.

### بطولة الرجال
مثّل الرياضيين الأولمبيين المستقلين الرياضيون الـ 23 التاليون:
- ضاري العمران (ح)
- جاسم الصراف (ح)
- جاسم دشتي (ح)
- مشعل العجمي (د)
- جاسم العوضي (د)
- مشعل الفودري (د)
- فهد الهنيدي (د)
- صالح المغربي (د)
- محمد المرقّي (د)
- عبدالله الزيدان (د)
- حسين باقر (د)
- أحمد العجمي (م)
- حمد العجمي (م)
- محمد العجمي (م)
- سالم العجمي (م)
- عبدالله العسعوسي (م)
- يوسف الكندري (م)
- عبدالعزيز المراغي (م)
- عبدالله المراغي (م)
- حمد الشايجي (م)
- يوسف أنديكالي (م)
- بشار محمد (م)
- عبدالعزيز شتيل (م)

 
المفتاح: ح = حارس المرمى، د = الدفاع، م = المهاجم
| العام | المضيف | النتيجة                                | لعب | فوز | OTW | OTL | خسارة |
| ----- | ------ | -------------------------------------- | --- | --- | --- | --- | ----- |
| 2017  | سابورو | المركز السادس عشر (6th in Division II) | 3   | 1   | 0   | 0   | 2     |